# Elisabeth Schnack
Elisabeth Schnack (* 23. Dezember 1899 als Elisabeth Schüler in Joachimsthal/Uckermark; † 14. Februar 1992 in Zürich) war eine Schweizer Übersetzerin literarischer Werke und Schriftstellerin.

## Leben
Elisabeth Schnack war die Tochter eines Botanikers. Sie absolvierte eine Ausbildung zur Gymnasiallehrerin und ging 1924 in die Republik China, wo sie in Mukden (Mandschurei) eine Privatschule gründete. Sie heiratete einen deutschen Kaufmann, mit dem sie zwei Söhne hatte. 1938 ging sie in die Schweiz. Sie studierte englische Literatur an der Universität Genf, unterrichtete anschließend an einer Übersetzerschule und hielt sich neun Monate in Dublin auf. Ab 1950 arbeitete sie als literarische Übersetzerin in Zürich. Hier leistete sie einen wichtigen Beitrag zur Rezeption der englischsprachigen Literatur aus Großbritannien, Irland, Nordamerika und dem Commonwealth im deutschen Sprachraum. Daneben verfasste sie Bücher mit Porträts der von ihr übersetzten Autoren.

## Auszeichnungen
- 1965, 1972 Literaturpreis des Kantons Zürich
- 1966 Literaturpreis der Stadt Zürich
- 1968 Literaturpreis der Bayerischen Akademie der Schönen Künste
- 1970 Ehrendoktorwürde der National University of Ireland
- 1975 Literaturpreis der Max Geilinger-Stiftung
- 1985 Johann-Heinrich-Voß-Preis für Übersetzung der Deutschen Akademie für Sprache und Dichtung in Darmstadt
- 1986 Bundesverdienstkreuz 1. Klasse der Bundesrepublik Deutschland.

## Werke

### Eigene
- Aus der Welt meiner Autoren, Zürich 1975
- Blick aus dem Zug, Zürich 1977
- Liam und die Seehunde. Tino und die schlafende Stadt. Die chinesischen Zwillinge, Zürich 1978
- Burlesken & Grotesken, Komödchen & Tragödchen, Zürich 1979
- Die Zauberlaterne, Zürich 1983
- Spiegelungen, Zürich 1984
- Bittersüßer Nachtschatten, Zürich 1988
- Müssen Künstler einsam sein? Leben und Werk von F. Scott Fitzgerald, Sean O'Faolain, Liam O’Flaherty, Francis Stuart, Katherine Mansfield, Frank O’Connor, George Moore, Pendo Zürich 1991, ISBN 3-85842-191-X.

### Herausgeberschaft
- Irische Erzähler, Manesse Verlag, Zürich 1952, ISBN 3-7175-1200-5
- David Herbert Lawrence: Meisternovellen, Zürich 1953
- Die Gabe der Weisen, München 1955
- Irische Meister der Erzählung, Bremen-Horn 1955
- Louis Bromfield: Zenobia, München 1957
- Amerikanische Erzähler, Zürich
  - 1. Von Washington Irving bis Dorothy Parker, 1957
  - 2. Von F. Scott Fitzgerald bis William Goyen, 1957
- Der Baum mit bitteren Feigen, Zürich 1959
- Australische Erzähler, Olten [u. a.] 1961
- Grüne Insel, Zürich 1961
- Das grüne Gnu und andere Erzählungen aus Südafrika, Zürich 1962
- Louis Bromfield: Eine großartige Frau, München 1964
- Irische Erzähler der Gegenwart, Stuttgart 1965 (übersetzt zusammen mit Georg Goyert)
- Irland erzählt, Frankfurt am Main [u. a.] 1968
- Liebesgeschichten aus Irland, Zürich 1969
- Ewig junges Irland, Bern 1970
- Die schöne Moireen, Wabern 1972
- Geschichten für das ganze Jahr, Stuttgart [u. a.] 1974
- Irish short stories, München 1976
- Irische Weihnacht, Zürich 1977
- Weihnacht in Schottland und England, Zürich 1978
- Weihnacht in Übersee, Zürich 1979
- Wie der Hauch eines Büffels im Winter, Hamburg 1979
- Irische Kinder, Zürich 1980
- Uncanny stories, München 1981
- Ein Rhinozeros, zwei Damen und ein Pferd und andere wunderliche Geschichten und Zeichnungen von Vierbeinern und Zweibeinern, Zürich 1984
- The animal way of life, München 1986
- Irish stew, München 1986
- Rainer Maria Rilke: Die Briefe an Karl und Elisabeth von der Heydt, Frankfurt am Main 1986
- F. Scott Fitzgerald: Meistererzählungen, Zürich 1988
- Faulkner in West Point, Zürich 1990

### Übersetzungen
Elisabeth Schnack übersetzte unter anderem Werke von Kingsley Amis, Truman Capote, Willa Cather, William Faulkner,  J. D. Salinger und Frank O’Connor.